# Anfillo
Anfillo ou Anfilo est un woreda de l'ouest de l'Éthiopie situé dans la zone Kelam Welega de la région Oromia. Il a 77 156 habitants en 2007. Son centre administratif est Mugi.

## Nom
Le woreda porte le nom du peuple Anfillo dont la langue traditionnelle, l'anfillo (en), fait partie des langues omotiques. L'anfillo n'est plus parlé que par un petit nombre de locuteurs[réf. souhaitée].
Le nom du woreda s'écrit souvent Anfilo,,.

## Situation
Limitrophe de la région Gambela au sud et à l'ouest, Anfillo est bordé dans la zone Kelam Welega par les woredas Gidami au nord, Yemalogi Welele au nord-est et Sayo à l'est.
Son centre administratif, Mugi, ou Muggi, se trouve sur la route Nekemte-Gambela, à environ 45 km de Dembi Dolo et 60 km de Gambela.

## Population
Au recensement national de 2007, le woreda compte 77 156 habitants dont 10 % de citadins avec 7 853 habitants à Mugi.
La majorité des habitants du woreda (64 %) sont protestants, 27 % sont orthodoxes, 9 % sont musulmans et moins de 1 % sont catholiques.
En 2022, la population du woreda est estimée à 113 163 personnes avec une densité de population de 68 personnes par km2 et 1 658 km2 de superficie.